# Outros esportes do Club de Regatas Vasco da Gama

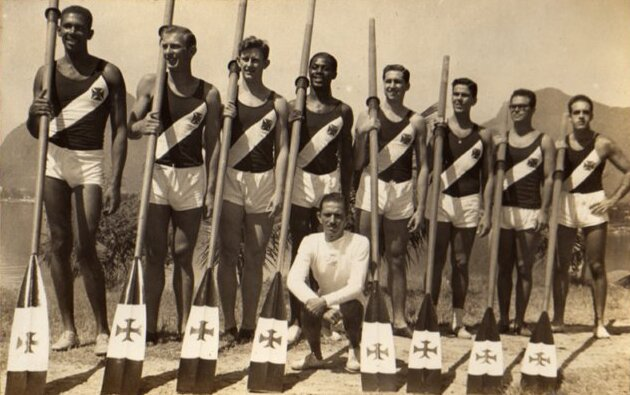
Equipe de remadores do Vasco da Gama.

Esta lista se dedica a contemplar os outros departamentos esportivos diferentes do futebol do Club de Regatas Vasco da Gama, entidade sócio-poliesportiva brasileira com sede na cidade do Rio de Janeiro, fundada em 21 de agosto de 1898 por um grupo de remadores.

## Basquetebol
O time de basquetebol masculino do Vasco da Gama ganhou o Campeonato Brasileiro em 2000 e 2001, a Liga Sul-Americana de Basquete em 1999 e 2000 e o Campeonato Sul-Americano de Clubes nos anos de 1998 e 1999. O clube jogou a edição de 1999 da McDonald's Championship, perdendo a final para o San Antonio Spurs de Tim Duncan por 103 a 68, sendo o primeiro clube brasileiro a enfrentar uma equipe da NBA.
O time feminino ganhou o Campeonato Brasileiro de 2001 e a Liga Sul-Americana de Basquetebol de 2002.
Em 2016, a equipe masculina disputou a Liga Ouro, torneio que dá ao campeão vaga direta ao NBB na edição 2016–17.
O Vasco conquista a Liga Ouro, garantindo vaga no NBB, assim retorna à elite do basquetebol nacional pela primeira vez desde 2003.
No NBB 9, o Vasco é eliminado nas oitavas de finais dos playoffs pelo Pinheiros por 3 a 2 na melhor de cinco partidas.

## Futebol americano

### Masculino
O Vasco Almirantes, cuja razão social é Rio de Janeiro Patriotas, é um clube brasileiro de futebol americano do Rio de Janeiro. Utiliza o nome fantasia devido a uma parceria com o Club de Regatas Vasco da Gama. É uma das equipes de mais tradição do futebol americano brasileiro. A equipe foi campeã brasileira em 2014 e disputava até 2015 o Torneio Touchdown. Em 2016 estreou na Superliga Nacional, competição nacional unificada, atual Brasil Futebol Americano (BFA).

### Feminino
A equipe feminina de futebol americano, Vasco da Gama FA, foi fundada em 15 de maio de 2010, em Copacabana.
Ainda em 2010, a equipe foi campeã do Carioca Bowl (Campeonato Estadual de Futebol Americano de Praia) derrotando o Botafogo Flames na final por 5 a 0 na Praia de Botafogo.
No ano seguinte, a equipe derrotou novamente o Botafogo Flames na final do Carioca Bowl por 15 a 0 na Praia de Copacabana e conquista o bicampeonato da competição estadual.
Em 2012, o Vasco da Gama fechou uma parceria com o Big Riders Futebol Americano, passando a ser chamado de Vasco Big Riders. No primeiro ano da parceria, a equipe conquistou o terceiro lugar do Carioca Bowl e o segundo lugar do Saquarema Bowl.
Em 2013, a equipe manteve o terceiro lugar do Carioca Bowl e começou a investir na modalidade flag football, disputando o principal e maior torneio de futebol americano do país, o Circuito Nacional de Flag Football, com a participação de 20 equipes de doze estados, terminando o circuito na quinta colocação geral.
Em 2015, o time mudou de nome novamente, agora para Vasco da Gama Patriotas. No mesmo ano, o Vasco Patriotas disputa pela primeira o Campeonato Brasileiro de Futebol Americano na modalidade tradicional (full pad), o Torneio End Zone. Na final é derrotado pela equipe Cariocas FA por 34 a 6 no Estádio Luso-Brasileiro.
No Campeonato Brasileiro de 2016, terceira edição da competição, o primeiro sem o nome Torneio End Zone e o primeiro disputando com pontos corridos, o Vasco Patriotas termina a competição na terceira colocação com duas vitórias e uma derrota, mesma campanha do campeão Sinop Coytotes e do vice Cariocas FA, porém com saldo de pontos menor.
No primeiro Campeonato Brasileiro de Beach Flag Football realizado na Praia de Botafogo em 2017, o clube foi representado por duas equipes, o Vasco Trem Bala e o Vasco All Black. O objetivo de desmembrar o Patriotas para esse evento, foi dar experiência a mais jogadoras.
O Vasco All Black conquistou o título derrotando o Fluminense Guerreiras na final por 51 a 44.
Em 2017, o Big Riders desliga-se do Vasco da Gama depois de cinco anos de parceria em decorrência também do desligamento da equipe masculina, o Vasco da Gama Patriotas.

## Futebol de areia
O Vasco conquistou o seu primeiro título no futebol de areia em 1999, quando venceu o Botafogo na final e se sagrou campeão do I Campeonato Carioca de Futebol de Areia. E desde então é um dos times mais tradicionais do país, sendo o atual líder do ranking de clubes da CBBS (Confederação Brasileira de Beach Soccer).
Em 2011, o Vasco passou por excelentes equipes favoritas como Boca Juniors, Flamengo, Corinthians e Sporting e conquistou o primeiro Mundialito de Clubes da FIFA de Futebol de Areia.
Em 2016, devido a tragédia ocorrida com o avião da Chapecoense, o Campeonato Brasileiro e a Copa Libertadores foram realizados em 2017, e nas duas competições o Vasco se consagrou campeão.

## Futebol society
O Vasco conquistou o primeiro título de Campeão Brasileiro de Fut7 no ano de 2011, em parceria com a A.L Brito. No ano de 2017 foi campeão da Liga F7 Brasil na Arena Abaeté, em Taubaté, derrotando o arquirrival Flamengo.

## Futsal
O futebol de salão ou futsal foi criado no clube no final dos anos 50, início da década de 60. No início, o clube disputava os famosos Jogos Infantis e Jogos da Primavera, produzidos e realizados pelos grandes jornais da época, como o Jornal dos Sports, diário esportivo impresso na cor rosa, e distribuído em grande quantidade na capital e nas cidades do interior do estado do Rio de Janeiro.
O clube disputava também nesta época os campeonatos oficiais da Federação de Futebol de Salão da Guanabara, e depois da fusão de 1974, do estado do Rio de Janeiro. Foi desta forma competitiva, que o Vasco transformava-se rapidamente no recordista de títulos dentre os clubes federados do estado.
O futsal do clube possui o título de campeão da Liga Futsal de 2000 como o mais importante de sua história. Em agosto do citado ano, o esquadrão do treinador Ricardo Lucena, que possuía craques como Manoel Tobias, Índio, Schumacher, Simi e Lavoisier, num Ginásio do Maracanãzinho lotado, derrotou o Atlético Mineiro por 6 a 3. O título faz do clube o único clube do Rio de Janeiro a vencer a importante competição nacional da modalidade. Além desse campeonato, o Vasco da Gama ganhou duas vezes a Taça Brasil de Futsal em 1983 e 2000.
Jogadores importantes começaram a carreira nas quadras de São Januário. Dentre eles, destacam-se: Edmundo, Felipe, Pedrinho, Bismarck, Philippe Coutinho, Alex Teixeira, Souza e Allan.

### Jogadores ilustres
- Almir Ximenes
- André
- Fininho
- Índio
- Lavoisier
- Manoel Tobias
- Micky
- Ricardo Lucena (técnico)
- Schumacher
- Simi

## Handebol
Em  2015, Vasco da Gama em parceria com a Força Aérea Brasileira participou da Liga Nacional de Handebol Feminino e da Liga Nacional de Handebol Masculino.
A equipe masculina de handebol do Vasco/FAB representou o Brasil nos Jogos Mundiais Militares de 2015 em Mungyeong, Coreia do Sul, terminando o campeonato na sexta colocação.
A equipe feminina em 2015 ganhou o Torneio Início organizado pela Federação Carioca de Handebol invicto e terminou na terceira colocação na Copa do Brasil de Handebol e na Liga Nacional. Já a equipe masculina também foi campeã do Torneio Início e ganhou a Copa do Brasil de forma invicta ambas competições. Na Liga Nacional, a eliminação precoce nas quartas de final.

## Showbol
O departamento de showbol do clube, atualmente inativo, disputou competições como o Campeonato Carioca de Showbol e o Campeonato Brasileiro de Showbol. Conquistou o Campeonato Brasileiro de 2011 e o Campeonato Carioca de 2013.

## Voleibol
Atualmente o departamento de voleibol do clube encontra-se inativo. O departamento encerrou as atividades no esporte em 2015 para contenção de gastos.

### Voleibol masculino
A equipe de voleibol masculino do clube em parceria com a equipe mineira do Três Corações disputou a Superliga Brasileira de 2000–01. O clube conquistou o Campeonato Carioca de 2000.

### Voleibol feminino
A equipe de voleibol feminino do clube foi um dos principais times de voleibol do Estado do Rio de Janeiro, Brasil. Foi campeã do Campeonato Carioca de 2000 e vice-campeã da Superliga Brasileira de 2000–01 sob comando de Isabel Salgado.

#### História
No ano 2000, o Vasco retornava o investimento na categoria adulto de voleibol feminino que na época patrocinava esportes olímpicos e atletas para os Olimpíada de Sidney, o clube montou uma forte equipe para temporada 2000–01, entre elas estavam as primeiras medalhistas olímpicas do voleibol indoor: Fernanda Venturini, Márcia Fú, Sandra Suruagy, Ida Álvares; contando também com jogadoras que já atuaram pela Seleção Brasileira como: Denise Souza, Raquel da Silva, Ângela Moraes, Rô, Flávia, além das novatas e futuras primeiras campeãs olímpicas do voleibol: Fabi e Sassá. A croata Nataša Leto também fazia parte da equipe.
A equipe estava sob o comando da ex-voleibolista indoor e de praia, Isabel Salgado, cujo auxiliar técnico era Maurício Thomas, conquistou o título do Campeonato Carioca de 2000.
Na Superliga Brasileira de 2000–01, o time terminou com o vice-campeonato ao perder a final para o Flamengo por 3 a 1 na melhor de cinco partidas.

### Títulos

#### Masculino
- Campeonato Brasileiro Master: 2010.
- Campeonato Carioca: 2000.
- Taça Rio: 1987.
- Campeonato Carioca da Terceira Divisão: 2 (1953 e 1955).

#### Feminino
- Campeonato Carioca: 2000.
- Taça Rio: 1987.

##### Campanhas de destaque
- Vice-campeão da Superliga Brasileira - Série A: 2000–01

### Jogadores ilustres
Masculino
- Bernardinho
- Giovane Gávio
- Marcelinho

Feminino
- Fabi
- Fernanda Venturini
- Ida
- Isabel
- Márcia Fú
- Nataša Leto
- Sassá

## Principais atletas em outras modalidades

### Atletismo
- Ademar Ferreira da Silva
- Aldemir da Silva
- André Domingos
- Claudinei Quirino
- Edson Luciano
- José Telles da Conceição
- Márcia Narloch
- Maurren Maggi
- Vicente Lenílson
- Wilson Carneiro
- Zequinha Barbosa

### Boxe
- Fernando Barreto

### Bodyboarding
- Guilherme Tâmega
- Neymara Carvalho

### Boliche
- Léa Castro
- Lúcia Vieira
- Márcio Vieira

### Ginástica artística
- Petrix Barbosa
- Sérgio Sasaki

### Hipismo
- Joana Valente
- Rodrigo Pessoa

### Judô
- Renato Carvalho

### Jiu-jitsu
- Robson Moura
- Vitor Shaolin

### Karatê
- Caio Duprat
- Carlos Lourenço
- Juarez Santos
- Maria Cecília
- Vinícius Silva

### MMA
- Amaury Bitetti
- Murilo Bustamante
- Vítor Belfort
- Rodrigo Minotauro

### Natação
- Carlos Jayme
- Edvaldo Valério
- Fabíola Molina
- Gabriel Mangabeira
- Gustavo Borges
- Inge de Bruijn
- Ivi Monteiro
- Luiz Lima
- Mette Jacobsen
- Nadejda Chemezova
- Piedade Coutinho
- Yana Klochkova

### Remo
- Alexis Mestre
- Ariel Suárez
- Claudionor Provenzano
- Cristian Rosso
- Fabiana Beltrame
- João Hildebrando
- Joaquim Carneiro Dias
- Vaval

### Tênis
- Joana Cortez

### Tênis de mesa
- Hugo Hoyama
- Lígia Silva

### Vela
- Marcelo Ferreira
- Robert Scheidt
- Torben Grael

### Vôlei de praia
- Adriana Behar
- Emanuel
- Loiola
- Ricardo
- Shelda
- Zé Marco

## Todas as Modalidades já Praticadas
Aikidô 

 Arremesso de Peso 

 Atletismo 

 Para-Atletismo 

 Autobol 

 Automobilismo 

 Badminton 

 Para-Badminton 

 Balé Clássico 

 Basquete 

 Basquete em Cadeira de Rodas 

 Basquete 3x3 

 Bilhar 

 Bocha 

 Bocha Paralímpica 

 Bodyboarding 

 Bolão 

 Boliche 

 Boxe 

 Cabo de Guerra 

 Canoagem 

 Capoeira 

 Ciclismo 

 Ciclismo de Montanha 

 Columbofilia 

 Corfebol 

 Corrida com Barreiras 

 Corrida com Obstáculos 

 Corrida de Rasos 

 Corrida de Meio-Fundo e Fundo 

 Corrida Rústica 

 Cross Country 

 Damas 

 Dança Folclórica 

 Decatlo 

 Duatlo 

 e-Sports 

 Escotismo 

 Esgrima 

 Futebol 

 Futebol Americano 

 Futebol de Areia 

 Futebol de Areia para Surdos 

 Futebol de Botão 

 Futebol de Mesa 

 Futebol de Salão 

 Futebol de 5 

 Futebol de 7 Paralímpico 

 Futebol Society 

 Futevôlei 

 Futmesa 

 Futsal 

 Ginástica Acrobática 

 Ginástica Aeróbica 

 Ginástica de Trampolim 

 Ginástica Rítmica 

 Goalball 

 Halterofilismo 

 Halterofilismo Paralímpico 

 Handebol 

 Handebol de Praia 

 Heptatlo 

 Hexatlo 

 Hipismo 

 Hipismo de Adestramento 

 Hipismo de Salto 

 Hóquei em Linha 

 Ioga 

.  .Jazz 

 Jiu-jitsu 

 Judô 

 Judô Paralímpico 

 Karatê 

 Kickboxing 

 Krav Magá 

 Kung fu 

 Lançamento de Dardo 

 Lançamento de Disco 

 Lançamento de Martelo 

 Luta Greco-Romana 

 Luta Livre 

 Maratona 
 Maratona Aquática 

 Maratona Aquática Paralímpica 

 Marcha Atlética 

 MMA 

 Motonáutica 

 Nado Sincronizado 

 Natação 

 Natação Paralímpica 

 Natação em Águas Abertas 

 Pelota Basca 

 Peteca 

 Pentatlo Moderno 

 Polo Aquático 

 Pushball 

 Remo 

 Remo Paralímpico 

 Revezamento 

 Rodeio 

 Rugby 

 Salto com Vara 

 Salto em Altura 

 Salto em Distância 

 Salto Triplo 

 Saltos Ornamentais 

 Showbol 

 Surfe 

 Taekwondo 

 Para-Taekwondo 

 Tênis 

 Tênis de Grama 

 Tênis em Cadeira de Rodas 

 Tênis de Mesa 

 Tênis de Mesa Paralímpico 

 Tetratlo 

 Tiro ao Alvo 

 Tiro com Arco 

 Tiro Desportivo 

 Triatlo 

 Vale-tudo 

 Vela 

 Vôlei 

 Vôlei de Praia 

 Vôlei Sentado 

 Windsurf (Prancha à Vela) 

 Xadrez 